# Орляне
Орляне (болг. Орляне) — село в Болгарии. Находится в Ловечской области, входит в общину Угырчин. Население составляет 152 человека.

## Политическая ситуация
Орляне подчиняется непосредственно общине и не имеет своего кмета.
Кмет (мэр) общины Угырчин — Валентин Стайков Вылчев (независимый) по результатам выборов в правление общины.